# Zero: Fever Part.1
Zero: Fever Part.1 è il quinto EP della boy band sudcoreana Ateez, pubblicato nel 2020.

## Tracce
1. Dear Diary: 2016.07.29 – 2:33 (EDEN, James.S)
2. Fever – 3:24 (EDEN, LEEZ, Ollounder, BUDDY, Kim Hong-joong, Song Min-gi)
3. Thanxx – 3:01 (EDEN, Ollounder, LEEZ, BUDDY, Kim Hong-joong, Song Min-gi)
4. To the Beat – 3:02 (EDEN, BUDDY, LEEZ, Peperoni, Oliv, Kim Hong-joong, Song Min-gi)
5. Inception – 3:31 (EDEN, LEEZ, Ollounder, BUDDY, Kim Hong-joong, Song Min-gi)
6. Good Lil Boy – 3:26 (EDEN, Kim Hong-joong, LEEZ, Ollounder, Song Min-gi)
7. One Day at a Time – 3:24 (EDEN, Sophia Pae, Isaac Han, BUDDY, LEEZ, Peperoni, Oliv)